# Amico/Tele-telefonarti
Amico/Tele-telefonarti è il 27° singolo discografico di Raffaella Carrà, pubblicato e distribuito nel 1985 dall'etichetta discografica CGD Messaggerie Musicali S.p.A.

## Descrizione
Entrambi i brani provengono dall'album Bolero pubblicato l'anno prima.
Le fotografie sono di Rino Petrosino.
Amico è stata la settima sigla dello storico programma del mezzogiorno Pronto, Raffaella?
Il video è disponibile sul DVD nel cofanetto Raffica Carrà del 2007.
Dei due brani esistono anche le versioni in spagnolo (testi di Gonzalo Benavides), intitolate rispettivamente Amigo e Tele-telefonearte. Sono reperibili nella versione dell'album Bolero distribuita nel 1985 solo in Spagna con titolo Dolce far niente (CBS 26518).
Entrambe le canzoni sono state usate da Gianni Boncompagni nella sua trasmissione televisiva Non è la Rai e affidate alla voce di Francesca Gollini, una delle giovani "ragazze" del cast, in versione "Rock & Roll" durante la seconda stagione del programma (92/93) e poi riprese nella terza (93/94). Nella quarta edizione del programma (94/95) il brano Tele-telefonarti viene reinterpretato dalla cantante Romina Johnson ed eseguito sul palco da Elisa Zappia. Le due versioni di Tele-telefonarti sono contenute, rispettivamente, negli album Non è la Rai (1993) e Non è la Rai gran finale (1995).

## Tracce
Lato A
1. Amico – 2:51 (testo: Gianni Boncompagni, Giancarlo Magalli – musica: Danilo Vaona)

Lato B
1. Tele-telefonarti – 2:59 (testo: Gianni Boncompagni, Giancarlo Magalli – musica: Danilo Vaona)